# Whitetail
Whitetail é uma pequena comunidade não incorporada no condado de Daniels, no estado estadunidense do Montana. A área foi usada primeiro com um campo para as rotas de gado na década de 1880. A vila desenvolveu-se com a chegada da Soo Line Railroad em 1914. A linha ferroviária foi planeada/planejada para a extensão total ao Parque Nacional Glacier, mas infelizmente os trabalhos pararam durante a Primeira Guerra Mundial e a linha nunca passou de Whitetail. A vila nunca teve mais de 500 habitantes, mesmo no seu pico de desenvolvimento, diminuindo para 248 em 1940 e 125 em 1970.   A principal indústria da vila era a manufatura silos, desde 1940, mas encerrou, seguindo-se o encerramento das escolas: Whitetail High School em 1940 e a escola primária em 1973.
A pequena passagem fronteiriça ao longo da fronteira do estado do Montana com o Canadá, que servia cerca de três viajantes por dia recebeu cerca de $15 milhões durante a presidência de Barack Obama, no âmbito de um plano de estímulo económico em 2009. Infelizmente para a localidade, a 1 de abril de 2011, o Canadá encerrou a sua fronteira sentido norte em direção a Whitetail. Os Estados Unidos encerraria a fronteira no sentido sul em 25 de agosto de 2013.